# Revolta de la Stremț din 1835
În 1835, în localitatea Stremț a avut loc o revoltă locală a țăranilor. Aceștia pierduseră dreptul de a exploata pădurea locală, și au cerut dreptul de a tăia copaci. Când răspunsul la revendicările acestora a fost tergiversat, aceștia au decis să-și facă singuri dreptate. Revolta a fost înăbușită și liderii săi încarcerați.

## Cauzele
La Stremț a avut loc o revoltă locală studiată de istoricul maghiar Zsolt Trocsanyi: „La începutul veacului XIX, situația țăranilor din satul Stremț, comitatul Alba de Jos, s-a înrăutățit brusc. Încă de mai înainte, proprietarii limitează dreptul țăranilor de folosire a pădurii la o porțiune foarte mică, drept care continuă să depindă de bunul plac al moșierilor. În jurul anilor 7, țăranii au ajuns să nu mai dispună deloc de pădure. «Ajutorul în lemne de foc», ce li se acorda de către stăpânii de pământ era atât de mic, încât iarna frigul devenea de nesuportat. Deoarece, sătenii trebuiau să dea lemne și pentru armată, ei s-au văzut nevoiți pe de o parte să taie pomii fructiferi din livezile lor, iar pe de altă parte să cumpere diferite cantități de lemne de la cei avuți. Pământurile lor de arat au căzut pradă jafului. Pe câte o delniță de iobag se strânseseră, în unele cazuri, câte trei familii și moșierii cereau de la fiecare familie câte trei zile de corvoadă. Dacă din cauza timpului nefavorabil nu se putea lucra, zilele respective trebuiau compensate, astfel că țăranilor nu le mai rămânea timp pentru a-și lucra propriul lor pământ.
Nu numai stăpânii de moșii i-au împilat pe stremțeni. Începând din 7, dările au urcat continuu și sarcinile lor militare au devenit și mai împovărătoare. Până atunci, la impozitul de un florin erau obligați să dea o rație de fân: prin 1817, au început să se ceară două până la trei rații.
Stremțenii au pășit pe calea „obișnuită”: între cele aproape 11000 plângeri adresate lui Francisc I, împărat al Austrei și rege al Ungariei între 1792-1835, s-a aflat și o plângere a stremțenilor înaintată împăratului cu ocazia călătoriei făcute de acesta în Ardeal. Drumul jalbei a fost același cu al celorlalte. Regele a trimis-o guvernului, care, la 26 noiembrie 1817, a trecut-o conducerii comitatului spre examinare. Astfel, încrezători în dreptatea împărțită de rege, țăranii au ajuns acolo de unde ar fi putut începe: la proprii lor stăpâni. La 9 martie 1819, comitatul a făcut o informare către guvern și cu aceasta chestiunea a început să lâncezească.
Au fost necesari patru ani și câteva luni pentru ca guvernul să discute această informare (1 iulie 1823), iar hotărârea luată nu a ușurat cu nimic situația țăranilor. Ei au continuat să se plângă autorităților, dar cererile lor au rămas fără vreun rezultat deosebit.

## Desfășurarea
La începutul anului 1835, satul s-a săturat să mai aștepte. La 28 februarie 1835, Dumitru Vargás, care de ani de zile bătea drumurile pe la organele guvernamentale, s-a dus cu mai mulți săteni la Aiud, la avocatul lor Pál Gál. Din cele spuse de acesta, țăranii au înțeles că autoritățile superioare ar fi hotărât înapoierea pădurilor sătești luate cu sila, deși, în realitate, nici nu fusese vorba de așa ceva. Și, cum de la înalții funcționari ai comitatului n-au putut obține executarea unei astfel de sentințe pentru că, de fapt, ea nici nu exista, au recurs la forță, hotărând să delimiteze ei singuri porțiunile de pădure care fuseseră ale statului. Vargas cu ai lui s-au înapoiat la Stremț în aceeași zi. A doua zi, la 1 martie, zi de duminică, au expus planul în fața locuitorilor satului, adunați la biserică. Preoții i-au alungat de acolo. Atunci satul s-a dus la primar. Acolo, țăranii au ales drept conducători pe învățătorul Niculae Tiboran și pe Vasilică Popa din Geoagiu de Sus. Toți sătenii au hotărât ca a doua zi dimineața să meargă cu securile la pădure și să o reocupe, ca fiind a lor. Au pregătit și o scrisoare, prin care i-au poftit pe stăpânii de moșii să vină și ei a doua zi la pădure; scrisoarea a fost trimisă tuturor proprietarilor.
Stăpânii l-au înștiințat imediat pe Benedek Lazăr, administratorul comitatului Alba de Jos. Lazăr a trimis o ordonanță judelui sătesc, pentru ca, împreună cu vicejudele și cu Dumitru Vargás, să se prezinte la Aiud. Judele, însă, a „ascuns” ordonanța. Mai târziu, în timpul anchetei, va mărturisi că ordonanța i-a sosit noaptea, când tăierea pădurii era deja un fapt împlinit, și de aceea ar fi considerat inutil să o mai anunțe. În acest timp, Lázár i-a instruit pe locțiitorul de pretor Csehi și pe asesorul comitatului, Francisc Luca, să meargă la Stremț pentru anchetă.
În dimineața zilei de 2 martie, satul, în frunte cu bătrânii care cunoșteau vechile hotare, a pornit la recuperarea pădurii. S-a tăiat un drum, marcându-se astfel hotarul. Țăranii au ales un pădurar dintre ai lor, au dărâmat gardul de la casa pădurarilor stăpânului, le-au tăiat acestora pomii din grădină și i-au avertizat ca în trei zile să părăsească locul, mutându-și și casa.
A doua zi, Csehi și Luca trimișii administratorului comitatului au sosit la Stremț și au început ancheta. Au fost audiați 25 țărani. Cei 2 comisari doreau să afle cine „i-a ațâțat-o” să recurgă la violență. Sătenii, însă, au răspuns că, în cele întâmplate, tot satul a acționat ca o singură voință. Ei au adăugat că, în felul acesta, n-au făcut altceva decât să ia înapoi ceea ce le aparținuse, iar acest lucru l-au făcut deoarece nu exista nicăieri pășune, în afară de pădure. Țăranii au spus că, atât timp cât hotărnicirea între proprietari și săteni nu se va efectua, ei nu vor lăsa pădurea din mâinile lor. În același timp, ei au continuat să susțină, în fața celor doi comisari, că întregul sat răspunde de cele întâmplate și nu anumite persoane.
Lui Csehi și Luca nu le-a rămas altceva de făcut decât să interzică folosirea pădurilor ocupate și să așeze 12 pădurari pe lângă copacii care fuseseră doborâți, pentru ca, până la rezolvarea litigiului, nimeni să nu pătrundă în această zonă. Interdicția nu a fost, însă, respectată: a doua zi, sătenii s-au dus din nou la pădure și au cărat cât au putut din copacii doborâți.
Între timp, administratorul Lázár, primind informarea lui Csehi și Luca, s-a gândit că ar trebui să se acționeze cu mai multă fermitate împotriva țăranilor „recalcitranți”. De data aceasta, a trimis pentru anchetare pe locțiitorul judecătorului superior, un anume János Zudor și pe vicecomitele Sámuel Szálantzi. În același timp, el a solicitat guvernului folosirea forței armate în cazul când stremțenii vor încerca să împiedice aplicarea deciziilor luate de cei doi delegați.
Nici încercarea lui Zudor și Szálantzi, care au sosit la Stremț chiar în aceeași zi, de a impune sătenilor să iasă din pădurea ocupată și să lase acolo copacii tăiați, nu s-a soldat cu vreun rezultat. Ei n-au vrut să oprească tăiatul copacilor decât cu condiția ca, până la rezolvarea litigiului și stăpânilor de moșii să li se interzică folosirea pădurii. Zudor și Szálantzi i-au amenințat, atunci, cu folosirea armatei împotriva lor. Stremțenii au răspuns că mai degrabă vor ține piept soldaților, decât să părăsească pădurea ocupată.
În aceste împrejurări, locțiitorul judelui suprem și vicecomitele au considerat că e mai bine să plece din sat, lăsându-l acolo numai pe pretor. După plecarea celor doi, țăranii s-au dus din nou la pădure. Au dărâmat trei case de pădurari. În ziua de 5 martie, Zudor și Szálantzi au depus o nouă informare adresată lui Lázár, în care arătau că nu există alte mijloace „pentru potolirea marei comunități sătești răzvrătite, în afară de folosirea cât mai grabnică a forței armate”.
Exemplul stremțenilor s-a răspândit repede. Până la 4 martie, în satul învecinat, Geomal, se desfășoară evenimente asemănătoare cu cele din Stremț. Apoi, o delegație formată din aproximativ 40 săteni a înmânat administratorului o plângere împotriva stăpânilor de moșii care acaparaseră pădurile. Au adăugat că, în cazul în care forurile nu îi vor ajuta, „vor fi nevoiți să urmeze exemplul altora”. Lázár a reușit să scape de ei prin promisiuni, dar a cerut să i se trimită urgent două companii de soldați împotriva stremțenilor, pentru ca prin această acțiune să poată preîntâmpina răscoalele țărănești periculoase „pentru averea și chiar viața stăpânilor de moșii. Eu, dacă va fi nevoie, nu voi pregeta să acționez personal, cu riscul vieții, pentru potolirea unor atacuri violente”, se fălea administratorul în informarea trimisă guvernului la 6 martie, insistând însă, să i se trimită forțe armate.
Guvernul Transilvaniei, care, în general nu se grăbea cu rezolvarea cererilor țăranilor, a acționat acum cu o neobișnuită rapiditate. Informările lui Lázár au fost discutate de guvern la 7 martie, iar hotărârea care s-a luat a parcurs toate treptele ierarhiei birocratice, ajungând la comandamentul suprem și înapoi la Benedek Lázár. Hotărârea guvernului prevedea ocuparea pădurilor cu ajutorul armatei, evaluarea „pagubei” stăpânilor de moșii, arestarea conducătorilor mișcării, a pădurarilor puși de sat și a primarului, anchetarea chestiunii de către comisar „fără nici o părtinire” și în același timp, pornirea unei anchete împotriva avocatului Pál Gál, care în mai multe rânduri îi sfătuise pe țărani cum să procedeze.
Între timp, țăranii din Stremț au făcut un recurs și la arhiducele Ferdinand de Habsburg-Este, care, de la 7 februarie 1835, guverna Transilvania cu puteri depline. Arhiducele a trimis guvernului această plângere, cu rezoluția de a fi îndeplinite fără întârziere deciziile adoptate mai demult în această chestiune de către organele superioare. 
Încrederea în bunăvoința arhiducelui s-a dovedit deșartă. La 17 martie, 78 soldați au pornit în marș spre Stremț: încă 132 au sosit la 20 martie. În zilele următoare, cu ajutorul trupelor, pădurea a fost înapoiată nobililor, iar țăranilor le-a fost impus să plătească pagubele pricinuite acestora.
Cu aceasta mișcarea a fost domolită. Conducătorii ei, care au fost denunțați încă de la început de către capii satului, au ajuns la închisoare.
„Experiența amară a celor aproape două decenii de plângeri i-a convins pe țărani că drumul jalbelor nu ducea nicăieri. În mai multe rânduri, cu ocazia anchetelor, ei au subliniat nereușita plângerilor și faptul că s-au săturat de așteptare, ceea ce i-a determinat să recurgă la violență. Dezamăgirea țăranilor față de autoritățile crăiești e un fenomen des întâlnit în anii 1833-1835, de unde și atitudinea lor mai hotărâtă de a-și cuceri drepturile prin luptă”.